# Fremont (Californie)
Pour les articles homonymes, voir Fremont.
Fremont (en anglais [ˈfriːmɒnt]) est une ville du comté d'Alameda, dans l'État de Californie, aux États-Unis.
Elle est voisine immédiate de la Silicon Valley. Une usine Tesla y est établie.

## Histoire

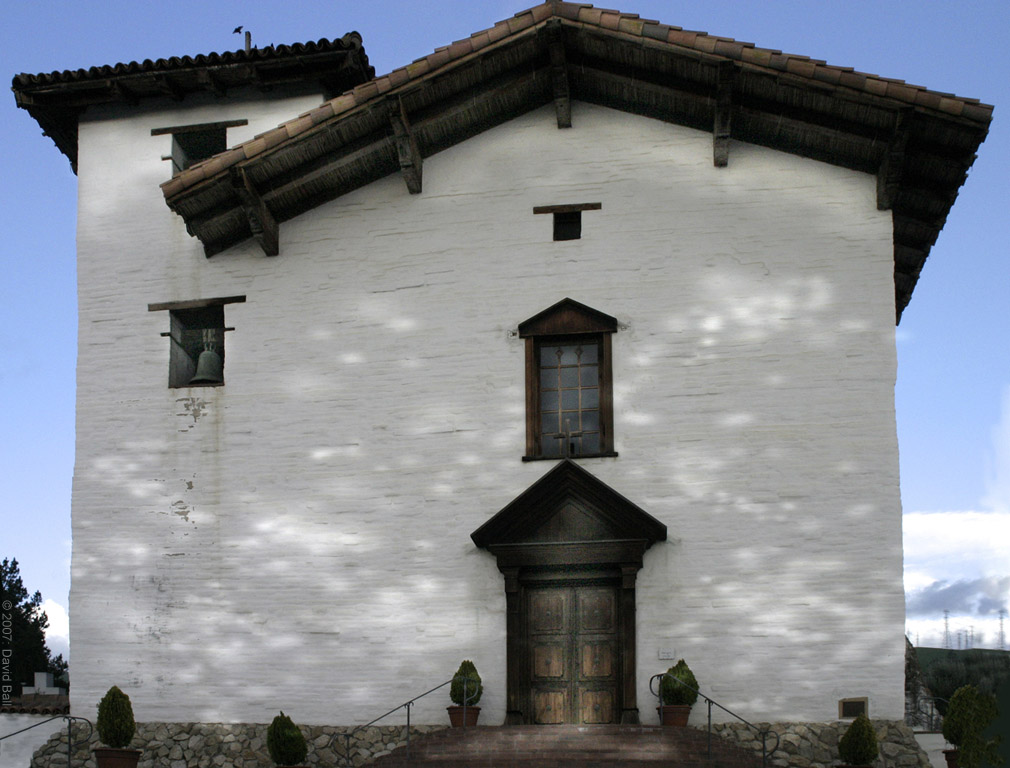
Mission San Jose de Guadalupe construite en 1809.
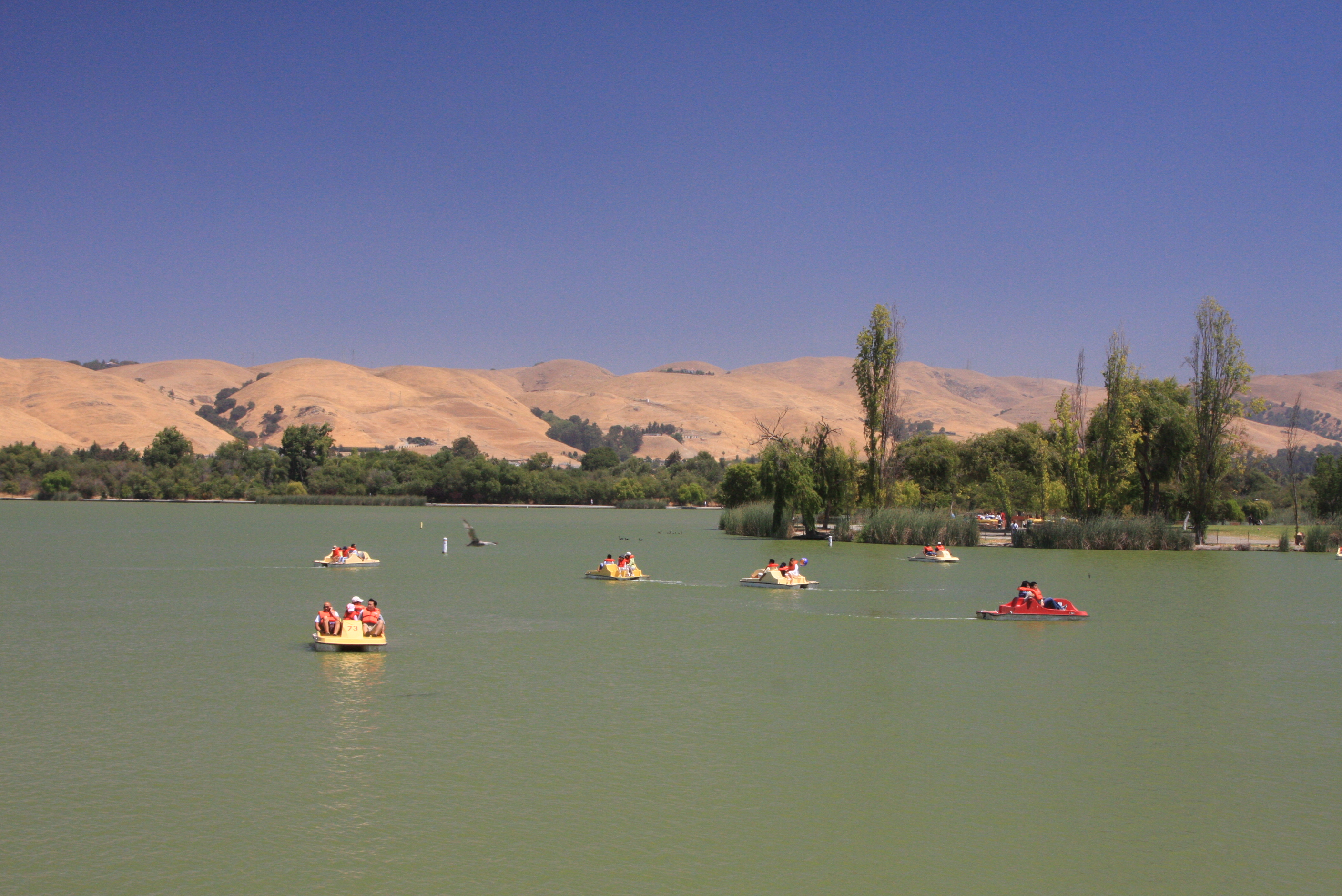
Lac Elizabeth du Fremont Central Park.
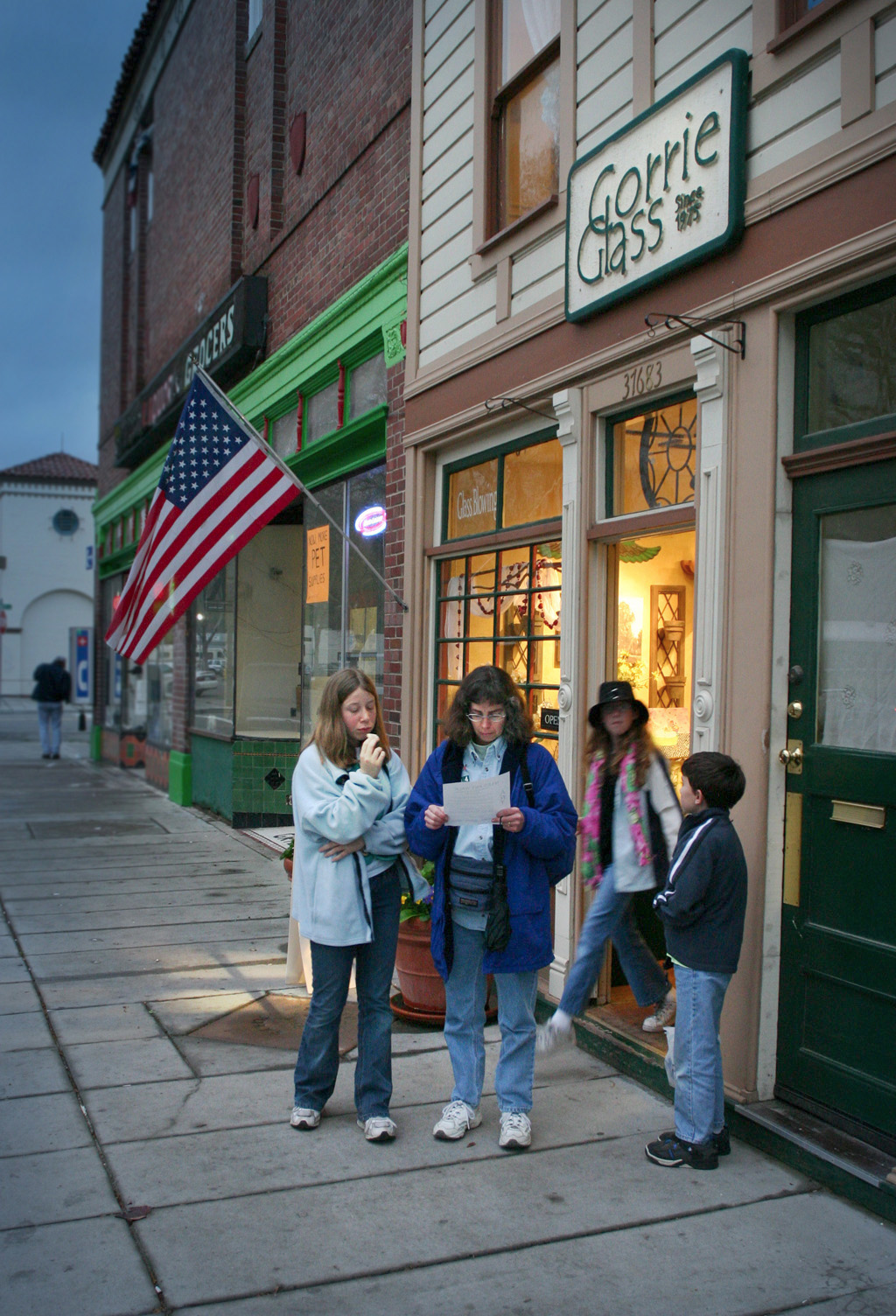
Art Walk dans le Niles District en 2005.

## Démographie
| Groupe            | Fremont | Californie | États-Unis |
| ----------------- | ------- | ---------- | ---------- |
| Asiatiques        | 50,6    | 13,1       | 4,8        |
| Blancs            | 32,9    | 57,6       | 72,4       |
| Autres            | 6,4     | 17,0       | 6,2        |
| Métis             | 5,9     | 4,9        | 2,9        |
| Afro-Américains   | 3,3     | 6,2        | 12,6       |
| Océaniens         | 0,6     | 0,4        | 0,2        |
| Amérindiens       | 0,5     | 1,0        | 0,9        |
| Total             | 100     | 100        | 100        |
|                   |         |            |            |
| Latino-Américains | 14,8    | 37,6       | 16,7       |

| 1960   | 1970    | 1980    | 1990    | 2000    | 2010    |
| ------ | ------- | ------- | ------- | ------- | ------- |
| 43 790 | 100 869 | 131 945 | 173 339 | 203 413 | 214 089 |

| 2020    | - | - | - | - | - |
| ------- | - | - | - | - | - |
| 230 504 | - | - | - | - | - |

## Transport
La gare est desservie par Amtrak (Capitol Corridor : San Jose - Auburn) et Altamont Commuter Express (San Jose - Stockton).

## Personnalités
- Rosalina Abejo (1922-1991), compositrice, pianiste et cheffe d'orchestre philippine, est morte à Fremont.
- Helen Wills (1905-1998), championne de tennis, 19 titres du Grand Chelem en simple et un titre olympique.
- Steven Lopes, prélat catholique américain ;
- Vinod Dham, concepteur du processeur Pentium ;
- MC Hammer, rappeur, danseur, entrepreneur et acteur ;
- Ro Khanna, homme politique ;
- Khaled Hosseini, écrivain américain.
- Joel Souza réalisateur
- Robert Turbin joueur de football américain
- Gary Plummer joueur de football américain
- Justin Medlock joueur de football américain

## Jumelages
- Jaipur (Inde)
- Fukaya (Japon)
- Horta (Portugal)
- Lipa (Philippines)
- Puerto Peñasco (Mexique)

## Source
- (en) Cet article est partiellement ou en totalité issu de l’article de Wikipédia en anglais intitulé « Fremont, California » (voir la liste des auteurs).

1. ↑  « U.S. Census Bureau QuickFacts: Fremont city, California », Bureau du recensement des États-Unis (consulté le 2 août 2024)
2. ↑  (en) « Fremont, CA Population - Census 2010 and 2000 », sur censusviewer.com (consulté le 26 août 2016)
3. ↑  (en) « Population of California - Census 2010 and 2000 », sur censusviewer.com (consulté le 26 août 2016)
4. ↑  « Statistiques des États-Unis (Californie) - Profils des communautés de 2010 » (consulté en novembre 2020)